# Víctor Colomer
Víctor Colomer i Nadal (Corbíns, Lérida, 5 de julio de 1896 – México D. F., 16 de octubre de 1960) fue un maestro y político español.

## Biografía
Estudió magisterio en Lérida, ejerciendo de maestro en el Liceo Escolar de la misma ciudad. En 1920 se aproximó al movimiento obrero adhiriéndose a la CNT, siendo colaborador del periódico Lucha Social, dirigido por Joaquín Maurín. Junto a él se acercó al comunismo siendo uno de los fundadores de la Federación Comunista Catalano-Balear (FCCB), integrada en el Partido Comunista de España y colaborador de la publicación La Antorcha a partir de 1926.
A partir de 1928 se alejó de la FCCB y del PCE, integrándose en el Partido Comunista Catalán (PCC) de Jordi Arquer; dentro esta formación participó en la fundación del Bloque Obrero y Campesino (BOC), donde se especializó en temas de índole agraria y fue profesor de la Escuela Marxista.
En 1933 fue presidente del Ateneo Enciclopédico Popular y, poco tiempo después, el representante del BOC en el Comité Revolucionario Militar en los hechos del seis de octubre de 1934 —proclamación del estado de Cataluña dentro de la República federal de España—. En abril de 1935 defendió el acercamiento del BOC al Partido Socialista Obrero Español (PSOE) como paso para conseguir la unificación del socialismo en España. Cuando en septiembre de 1935, el BOC fundó junto con Izquierda Comunista de Andrés Nin, el Partido Obrero de Unificación Marxista (POUM), se integró en la Federación Catalana del PSOE la cual, junto a las fuerzas socialistas no adheridas al POUM, acabarían formando el Partido Socialista Unificado de Cataluña (PSUC).
Durante la guerra civil española fue consejero-regidor de Cultura del Ayuntamiento de Barcelona. En enero de 1937 figuró entre los contrarios a la colectivización de la tierra y se enfrentó a Palmiro Togliatti, quien lo acusó de trotskista. En enero de 1939, como alcalde accidental, fue el último alcalde republicano de Barcelona durante los dos días anteriores a la entrada de las tropas de Franco en la ciudad. Tras la derrota republicana en la guerra civil, tuvo que exiliarse a Francia.
En marzo de 1939 fue expulsado del PSUC tras haber pedido un debate teórico y político. De Francia se trasladó a México a bordo del buque Sinaia, denunciando desde su exilio la rigidez del PSUC y en marzo de 1941 participó en la fundación del Movimiento Social de Emancipación Catalana (MSEC) convertido posteriormente en 1942 en el Partido de los Socialistas de Cataluña (PSC). En 1958 fue uno de los fundadores, en México, del Movimiento Socialista de Cataluña (MSC).